# Captain Skyhawk
Captain Skyhawk è un videogioco sviluppato da Rare e pubblicato nel 1990 da Milton Bradley Company per Nintendo Entertainment System. La colonna sonora del gioco è composta da David Wise.

## Trama
Il protagonista del gioco è Captain Skyhawk che a bordo del suo F-14 deve scongiurare una minaccia aliena.

## Modalità di gioco
In Captain Skyhawk si alternano due modalità di gioco differenti: in alcuni livelli è necessario eliminare dei bersagli a terra usando una visuale isometrica, in altri bisogna abbattere gli aerei avversari in maniera simile ad After Burner.

## Accoglienza
Negli Stati Uniti d'America il gioco era uno dei più popolari titoli di terze parti per Nintendo Entertainment System data l'estensiva promozione da parte di Milton Bradley Company.
| Testata                  | Giudizio |
| ------------------------ | -------- |
| Computer and Video Games | 81/100   |
| Joypad                   | 82/100   |
| Mean Machines            | 91%      |
| The Video Game Critic    | B+       |
| VideoGame                | 4/5      |